# Ванаварский сельсовет
Ванаварский сельсовет — административно-территориальная единица, выделявшаяся в составе Тунгусско-Чунского района Эвенкийского автономного округа Красноярского края.

## История
Информация о времени образования сельсовета разнится. Один и тот же источник указывает:
- «… С 1934 года Эвенкийский национальный округ являлся составной частью Красноярского края и состоял из трёх районов: Илимпийского, Байкитского и Тунгусско-Чунского и 17 сельских советов: Нидымский, Учамский, Тутончанский, Ногинский, Кислоканский, Экондинский, Чириндинский, Ессейский, Ванаварский, Стрелковский, Чемдальский, Муторайский, Байкитский, Куюмбинский, Ошаровский, Полигусовский, Суломайский»;
- «Ванаварский родовой Совет организован в районе фактории Ванавара в 1929 году из кочующих тунгусов, причисленных в большем количестве к Чемдальскому родовому Совету, в меньшем — к Стрелковскому. Первый Ванаварский районный туземный съезд Советов Востсибкрая по организации Ванаварского ТУЗРИКа (так в документе) состоялся 31.05.1931. На нём организован Ванаварский районный ТКОВ (так в документе). Съезд выступил с предложением перед Туруханским исполкомом переименовать родовые Советы в туземные. Ванаварский сельский Совет депутатов трудящихся предположительно образован в 1940 году. Конкретная информация о дате его образования в документах архивохранилища с. Ванавара отсутствует, но в архивном фонде Р-11/04(В) Тунгусско-Чунского райисполкома имеются косвенные упоминания об организованном в 1940 году Ванаварском сельском Совете. В архивохранилище с. Ванавара на хранении имеются документы Сельского Совета депутатов трудящихся, начиная с 1948 года. С 1977 года учреждение стало носить название Ванаварский сельский Советнародных депутатов»[2].

9 апреля 1991 года — из состава Ванаварского сельсовета был выделен посёлок Оскоба, образовавший Оскобский сельсовет.
14 февраля 1992 года — сельсовет был упразднён и была образована сельская администрация села Ванавара.
Законом Эвенкийского автономного округа от 07.10.1997 № 63 вместо упразднённого Ванаварского сельсовета была утверждена территориальная единица сельское поселение село Ванавара. 
В 2010 году были приняты Закон об административно-территориальном устройстве и реестр административно-территориальных единиц и территориальных единиц Красноярского края, согласно которым село Ванавара непосредственно вошло в состав Эвенкийского района как административно-территориальной единицы с особым статусом.
Сельсовет выделялся как единица статистического подсчёта до 2002 года.
В ОКАТО сельсовет как объект административно-территориального устройства выделялся до 2011 года.

## Состав
| № | Населённый пункт      | Тип населённого пункта | Население |
| - | --------------------- | ---------------------- | --------- |
| 1 | Ванавара              | село                   | ↘2532     |
| 2 | Оскоба (до 1991 года) | посёлок                | →15       |